# Aphis roberti
Aphis roberti är en insektsart. Aphis roberti ingår i släktet Aphis och familjen långrörsbladlöss. Inga underarter finns listade i Catalogue of Life.